# Paracaesio paragrapsimodon
Paracaesio paragrapsimodon är en fiskart som beskrevs av Anderson och Kailola 1992. Paracaesio paragrapsimodon ingår i släktet Paracaesio och familjen Lutjanidae. Inga underarter finns listade i Catalogue of Life.